# كولونيل الشمس (رواية)
كولونيل الشمس (بالإنجليزية: Colonel Sun)‏ هي رواية للكاتب الإنجلزي كينجسلي أميس، نشرت عام 1968، عن دار نشر جوناثان كيب.